# Beothuk
I Beothuk (biːˈɒtək o ˈbeɪ.əθʊk), anche detti Beothic, Beothick, Beothuck, furono una delle popolazioni aborigene del Canada. Vivevano sull'isola di Terranova al tempo dei contatti con gli Europei dei secoli XV e XVI. Con la morte (avvenuta nel 1829) di Shanawdithit, una donna poco meno che trentenne, che era l'ultima Beothuk vivente conosciuta, la popolazione fu considerata ufficialmente un gruppo etnico estinto.

## Storia e cultura

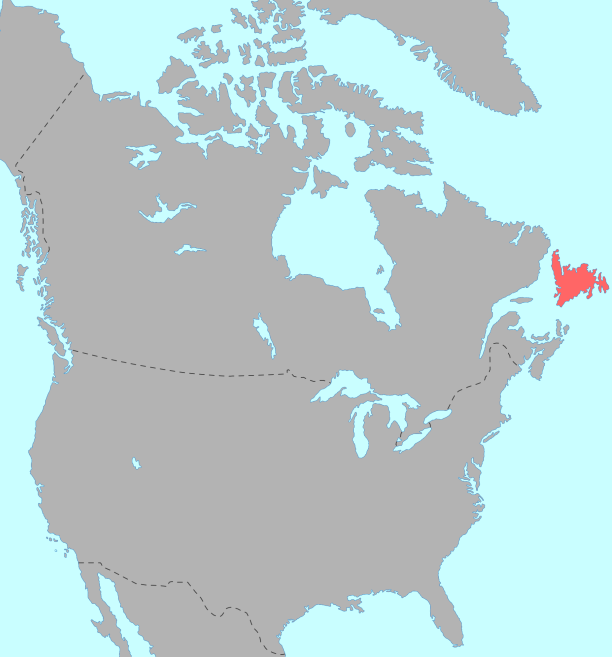
Terranova, Canada. Area in cui risiedevano i Beothuk.

Il termine Beothuk significa "popolo" in lingua Beothuk. Le origini di questa popolazione sono incerte. Vi sono oggigiorno poche testimonianze del loro linguaggio, la cui origine è oggetto di teorie discordanti. Sebbene alcuni linguisti ritengano si trattasse di un ramo delle lingue algonchine, generalmente la si considera una lingua isolata, sulla quale si hanno informazioni troppo frammentarie e inattendibili per poter stabilire con certezza connessioni con altre lingue.
La cultura beothuk venne a formarsi intorno all'anno 1500. Si trattò della più recente manifestazione culturale da parte delle popolazioni che erano emigrate da Labrador a Terranova verso l'anno 1 d.C. Gli antenati di questo gruppo avevano avuto tre fasi culturali, ciascuna durata approssimativamente 500 anni.
Nel 2007 furono condotti dei test del DNA su del materiale ricavato dai denti di Demasduit e di suo marito Nonosabasut, una coppia di Beothuk deceduta negli anni venti dell'Ottocento. I risultati suggerirono che i Beothuk discendevano dalla medesima popolazione da cui discendevano i Mi'kmaq. Fu dimostrato anche che i loro antenati erano esclusivamente indigeni delle Prime nazioni, diversamente da quanto sostenuto da studi precedenti che ipotizzavano incroci con gli Europei.
I Beothuk vissero sull'isola di Terranova, soprattutto nei pressi delle baie di Notre Dame e Bonavista. Le stime riguardo al numero di Beothuk all'epoca dei contatti con gli Europei sono varie. Gli studiosi del XIX e degli inizi del XX secolo stimavano fossero circa 2000 persone nel XV secolo. Studi più recenti sostengono invece non ve ne fossero più di 700. Vivevano in gruppi familiari estesi (da 30 a 55 persone), indipendenti ed autosufficienti.
Come molte altre popolazioni che vivevano di caccia e raccolta, sembra vi fossero dei "leader" all'interno di ogni gruppo. Vivevano in abitazioni coniche chiamate mamateeks, fortificate per l'inverno. Queste venivano realizzate ponendo dei pali in cerchio, legandoli in cima, e coprendoli con corteccia di betulla. All'interno scavavano dei solchi nel terreno, nei quali dormivano. Al centro si accendeva il fuoco.
Durante la primavera, i Beothuk utilizzavano ocra rossa per dipingere i loro corpi, le loro abitazioni, canoe, armi, utensili e strumenti musicali. Per questa ragione gli Europei si riferivano a loro con l'espressione "Indiani rossi". L'uso dell'ocra aveva un notevole significato culturale. Le decorazioni venivano realizzate con cadenza annuale durante una celebrazione primaverile che durava diversi giorni. Inoltre simboleggiava l'identità tribale; per esempio, decorando un neonato lo si accoglieva nella tribù, mentre vietando ad una persona di decorare il proprio corpo con l'ocra si intendeva punirla.
I Beothuk ricavavano cibo prevalentemente da renne, salmoni e foche. Inoltre, seguivano le abitudini migratorie delle loro principali prede. In autunno, costruivano recinzioni (talvolta lunghe fino a 40 miglia) per guidare la migrazione delle renne e dei cervi verso i cacciatori che li attendevano armati di archi e frecce.
I Beothuk sono anche conosciuti per la loro abitudine di realizzare del pudding utilizzando la linfa degli alberi ed i tuorli essiccati delle uova di alca impenne. Conservavano il cibo in eccesso per l'inverno. Catturavano vari animali da pelliccia e ne lavoravano le pelli per fabbricare indumenti, che indossavano con il lato con la pelliccia a contatto con la pelle.
Per costruire le canoe utilizzavano la corteccia degli alberi. Tali imbarcazioni erano curvate verso l'alto alle estremità e i lati erano posizionati con una forma a "V".
I Beothuk eseguivano delle pratiche piuttosto complesse per la sepoltura. Dopo aver avvolto i corpi nella corteccia di betulla, li seppellivano in luoghi isolati. Talvolta si trattava di fosse non troppo profonde, ricoperte di sassi. Altrimenti mettevano il corpo all'interno di un albero, oppure in una sorta di bara, con le ginocchia piegate. I vivi poggiavano delle offerte nei luoghi di sepoltura per "accompagnare" il deceduto, come statuette, collane e strumenti.